# Hiroshi Kamayatsu
Hiroshi "Monsieur" Kamayatsu (かまやつひろし, Hiroshi "Monsieur" Kamayatsu, 12 janvier 1939 – 1er mars 2017) était un chanteur et guitariste japonais né à Tokyo.

## Profil
"Monsieur" était un membre fondateur des groupes The Spiders, Vodka Collins, et a également eu une carrière en solo.
En 2001, il a rejoint d'anciens membres des Spiders au sein du groupe Sans Filtre. Ses derniers travaux comptent entre autres la chanson "RTB", qui a servi de générique de fin à l'anime Yukikaze. Kamayatsu a chanté pendant près de cinq décennies.

## Décès
Hiroshi Kamayatsu est décédé d'un cancer du pancréas le 1er mars 2017, à l'âge de 78 ans.

## Discographie solo

### Albums
- Kamayatsu Hiroshi Ore No Uta O Kiite Kure (1960)
- Monsieur/Kamayatsu Hiroshi no Sekai (1970)
- Dounikanarusa/Monsieur Bis (1971)
- Father & Mad Son (1971)
- Kamata Shichiten (1973)
- A Waga Yoki Tomo Yo (1975)
- Monsieur First Live (1978)
- Walk Again (1978)
- Studio Monsieur (1979)
- Up in the Pineapple/Pineapple no Kanata e (1979)
- One Night Stand Brothers (1986)
- The Spiders Cover's (1989)
- In and Out (1990)
- Fragrance (1991)
- Pittoresque (1991)
- Gauloise (1994)
- Je m'appelle Monsieur (2002)
- Classics (2002)
- 1939〜Monsieur (2009)
- The Spider Beat (2012) (crédité à The Bohemians avec Monsieur Kamayatsu)